# Liste deutscher Torpedoboote (1871–1919)
Diese Liste enthält alle Torpedoboote der Kaiserlichen Marine von Anfang an, mit Ausnahme der Großen Torpedoboote und der Küstentorpedoboote der A-Klassen.
Die Vorläufer deutscher Torpedoboote waren 14 kleinere Hafenfahrzeuge und Schlepper, sowie sieben Ruderfahrzeuge, die ab 1870 die Elbe- und Wesermündung bewachten. Sie wurden behelfsmäßig als Spierentorpedoboote für die sogenannte Freiwillige Seewehr ausgerüstet. Diese Boote wurden Torpedodampfer genannt.
Bereits zwischen 1859 und 1861 waren vier Dampfer vom Stapel gelaufen, welche 1870 durch die Kaiserliche Marine aufgekauft und als Torpedodampfer eingesetzt werden sollten. Diese waren die Adler, die Oscar, die Neuenfelde und die St. Georg. Die Adler wurde durch einen Unfall bereits bei der Überführung versenkt und anschließend abgewrackt. Auf der Neuenfelde ereignete sich kurz nach der Übernahme durch die Kaiserliche Marine ein tödlicher Unfall, sodass die anderen verbleibenden Schiffe ihre Spierentorpedos abgeben mussten. Ihr Einsatz war fortan als Minenboot vorgesehen.

## Torpedodampfer 1871
| Schiff           | Stapellauf | Indienststellung | Außerdienststellung | Bemerkung |
| ---------------- | ---------- | ---------------- | ------------------- | --- |
| Devrient Nr. I   | . . 1871   | Mai 1872         | A um 1885           | Devrient-Werft Danzig. 8. Juli 1881: Torpedoboote der Hafenverteidigung Wilhelmshaven; nach Streichung aus dem Verzeichnis der Kriegsschiffe am 27. März 1885 Fortifikations-Minenleger beim Torpedoversuchskommando in Wilhelmshaven. |
| Devrient Nr. II  | . . 1871   | . . 1872         | A um 1885           | Devrient-Werft. 8. Juli 1881: Hafenverteidigung Wilhelmshaven; nach Streichung aus dem Verzeichnis der Kriegsschiffe am 27. März 1885 Fortifikations-Minenleger beim Torpedodepot Friedrichsort                                        |
| Devrient Nr. III | . . 1871   | November 1872    | A um 1885           | Devrient-Werft. 8. Juli 1881: Hafenverteidigung Wilhelmshaven; nach Streichung aus dem Verzeichnis der Kriegsschiffe am 27. März 1885 Fortifikations-Minenleger beim Torpedodepot Friedrichsort                                        |
| Waltjen Nr. I    | . . 1871   | September 1872   | A April 1906        | Waltjen-Werft in Bremen. Spierenversuche; 15. Dezember 1875: Minenleger W 1 der Hafenverteidigung Wilhelmshaven; 1901 als F 1 zum Minendepot Friedrichsort; im April 1906 aus dem Verzeichnis der Kriegsschiffe gestrichen             |
| Waltjen Nr. II   | . . 1871   | September 1872   | A April 1906        | Waltjen. Spierenversuche; 15. Dezember 1875: Minenleger W 2 der Hafenverteidigung Wilhelmshaven; 1901 als F 2 zum Minendepot Friedrichsort; im April 1906 aus dem Verzeichnis der Kriegsschiffe gestrichen                             |
| Waltjen Nr. III  | . . 1871   | September 1872   | A April 1906        | Waltjen. Spierenversuche; 15. Dezember 1875: Minenleger W 3 der Hafenverteidigung Wilhelmshaven; 1901 als F 3 zum Minendepot Friedrichsort; im April 1906 aus dem Verzeichnis der Kriegsschiffe gestrichen                             |

## Torpedodampfer 1873
Die Torpedodampfer trugen anfangs die römischen Zahlen I bis IV und erhielten später ihre Namen.
| Schiff | Stapellauf        | Indienststellung  | Außerdienststellung | Bemerkung |
| ------ | ----------------- | ----------------- | ------------------- | --- |
| Notus  | 2. August 1873    | 20. Juni 1874     | A 17. April 1909    | AG Vulcan Stettin. Spierenversuche; ab 15. Dezember 1875 Werft-Schleppdampfer und Tonnenleger; Streichung aus dem Verzeichnis der Kriegsschiffe am 17. April 1909, anschließend abgewrackt.                                                                       |
| Zephir | 22. Juni 1874     | 13. Oktober 1874  | A vor 1907          | Vulcan. Versuche, ab 1875 Schleppdampfer, bis 1907 in Wilhelmshaven abgewrackt. |
| Rival  | 2. September 1874 | 14. Dezember 1874 | A 1884              | Vulcan. Spieren- und Maschinenversuche; Umbau zum Minenleger; ab 8. August 1881 Minenleger W 4 der Hafenverteidigung Wilhelmshaven; nach Streichung aus dem Verzeichnis der Kriegsschiffe 1884 Schleppdampfer bis Mitte Januar 1916; in Wilhelmshaven abgewrackt. |
| Ulan   | 3. April 1876     | 8. Oktober 1876   | A 26. Mai 1909      | Möller & Holberg; Grabow. Versuche; 1880 Torpedo- und Artillerieschul-Tender; 1909 nach Streichung Prahm; 1919, 1925 und 1926 verkauft, dann abgewrackt. |

## Torpedofahrzeug I. Klasse 1878–1880
Das Torpedofahrzeug I. Klasse Zieten diente bis 1880 der Erprobung neuentwickelter Torpedos. Ihr Kommandant war dabei ab Mai 1878 der Kapitänleutnant und spätere Großadmiral Alfred Tirpitz, der seit 1877 für die Organisation der neuen Torpedowaffe zuständig war. 1881 wurde die Zieten zum Aviso umgebaut.
| Schiff | Stapellauf   | Indienststellung | Außerdienststellung | Bemerkung                                                                                                  |
| ------ | ------------ | ---------------- | ------------------- | --- |
| Zieten | 9. März 1876 | 1876/1877        | A 6. Dezember 1919  | Thames Ironworks London. Torpedoerprobung bis 1880; dann Aviso und Fischereischutzschiff; 1921 abgewrackt. |

## Torpedoboote I. Klasse 1882
Die Boote trugen anfangs die römischen Zahlen V bis XI und erhielten später ihre Namen. Sie gehören zur Schütze-Klasse.
| Schiff   | Stapellauf    | Indienststellung  | Außerdienststellung | Bemerkung |
| -------- | ------------- | ----------------- | ------------------- | --- |
| Schütze  | 11. Mai 1882  | 14. Juli 1883     | A 19. Oktober 1891  | AG Weser Bremen. Schulboot; nach Streichung 1891 Wachtboot in Wilhelmshaven; nach 1900 abgewrackt.                                 |
| Flink    | 24. Mai 1882  | 6. November 1883  | A 19. Oktober 1891  | AG Weser. Schulboot; nach Streichung 1891 Heizboot; nach 1900 abgewrackt.                                                          |
| Scharf   | 30. Mai 1882  | 5. September 1882 | A 19. Oktober 1891  | AG Weser. Schulboot; nach Streichung 1891 Wachtboot in Wilhelmshaven; nach 1900 abgewrackt                                         |
| Tapfer   | 6. Juni 1882  | 10. Juli 1883     | A 19. Oktober 1891  | AG Weser; Minenleger und Hafentorpedoboot; 1891 nach Streichung Zielboot; 1908 wurde der Rumpf für 90 Mark (!) nach Bant verkauft. |
| Kühn     | 12. Juni 1882 | 7. April 1883     | A 19. Oktober 1891  | AG Weser; Schulboot; nach Streichung 1891 Wachtboot in Wilhelmshaven; nach 1900 abgewrackt.                                        |
| Vorwärts | 19. Juni 1882 | 7. April 1883     | A 19. Oktober 1891  | AG Weser; Schulboot; nach Streichung 1891 Wachtboot in Wilhelmshaven; nach 1900 abgewrackt.                                        |
| Sicher   | 26. Juni 1882 | 10. Juli 1883     | A 19. Oktober 1891  | AG Weser; Schulboot; nach Streichung 1891 Wachtboot in Wilhelmshaven; nach 1900 abgewrackt.                                        |

## Torpedokanonenboot
Torpedokanonenboote gab es in der Kaiserlichen Marine nur für wenige Jahre, sie sind als reine Versuchsboote anzusehen.
| Schiff   | Stapellauf      | Indienststellung | Außerdienststellung | Bemerkung |
| -------- | --------------- | ---------------- | ------------------- | --- |
| Basilisk | 20. August 1862 | 13. Juni 1863    | A 28. Dezember 1876 | Lübke Wolgast. 1874 mit einem Torpedorohr bestückt, Versuchsfahrten vor Wilhelmshaven vom 24. März bis zum 16. Mai 1874, dann inaktiv und 1876 gestrichen; viele Jahre Minenprahm; erst nach 1900 abgewrackt. |
| Jäger    | 27. Januar 1883 | 24. Juli 1883    | A 13. Mai 1889      | AG Weser Bremen. Versuchsboot; 1889 ausgelistet und 1900 zum Abbruch nach Hamburg verkauft. |

## Whitesche Torpedoboote
| Schiff       | Stapellauf | Indienststellung | Außerdienststellung | Bemerkung                                                                                           |
| ------------ | ---------- | ---------------- | ------------------- | --------------------------------------------------------------------------------------------------- |
| White Nr. I  |            | 1885             | A ?                 | White Ltd., Cowes. 1 Torpedorohr, reines Beiboot mit 15 Knoten Geschwindigkeit; Verbleib unbekannt. |
| White Nr. II |            | 1886             | A 1905–1910         | White. Reines Beiboot mit 16 Knoten Geschwindigkeit; Verbleib unbekannt.                            |

## Kleine Torpedoboote verschiedener Bauart 1884–1888
| Schiff | Stapellauf        | Indienststellung  | Außerdienststellung  | Bemerkung |
| ------ | ----------------- | ----------------- | -------------------- | --- |
| Th 1   | 13. Juni 1884     | 1. August 1884    | A 30. Januar 1899    | Thornycroft. Versuchs- und Hafentorpedoboot, 1900 in Hamburg abgewrackt.                                                                                            |
| Y      | 12. Mai 1884      | 8. Mai 1885       | A 30. Januar 1899    | Yarrow. Versuchs- und Hafentorpedoboot, 1900 in Hamburg abgewrackt.                                                                                                 |
| Th 2   | 23. Mai 1884      | 1. August 1884    | A ?                  | Thornycroft. Versuchsboot; später Schlingerkreisel-Versuchsboot Seebär in Hamburg.                                                                                  |
| G      | 20. Dezember 1884 | 9. September 1885 | A 30. Januar 1899    | Germaniawerft in Kiel. Versuchs- und Schulboot; nach 1899 Tender Helga, 1904 als Zielscheibe aufgebraucht.                                                          |
| H      | 17. Juli 1886     | 12. November 1886 | A 12. November 1894  | Kaiserliche Werft Wilhelmshaven. Versuchsboot; nach 1894 als Zielscheibe aufgebraucht.                                                                              |
| K      | 16. Juli 1887     | Juni 1889         | A 30. Januar 1899    | Kaiserliche Werft Kiel. Versuchsboot; 1899 gestrichen und in Hamburg abgewrackt.                                                                                    |
| A      | 20. Dezember 1888 | 10. Oktober 1889  | A 21. September 1920 | Kaiserliche Werft Danzig. Das Boot war Torpedoschulboot, seit 30. Januar 1899 als Schneewittchen Stationsyacht der Ostsee und Wachtschiff in Kiel; 1921 abgewrackt. |

## Kleines Torpedoboot AG Weser 1884 (W 1–W 6)
Die Boote hatten vorher die römischen Zahlen XII bis XVII und wurden am 25. November 1884 auf  W 1–W 6 umgeschrieben.
Bauwerft: AG Weser, Bremen
| Schiff | Stapellauf     | Indienststellung | Außerdienststellung | Bemerkung |
| ------ | -------------- | ---------------- | ------------------- | --- |
| W 1    | 22. April 1884 | . . 1884         | A 30. Januar 1899   | Zuletzt Schul- und Hafenboot, am 30. Januar 1899 gestrichen und Zielboot, ca. 1910 abgewrackt.                                                          |
| W 2    | 1. Mai 1884    | . . 1884         | A 30. Januar 1899   | Zuletzt Schul- und Hafenboot, am 30. Januar 1899 gestrichen und Wachboot in Wilhelmshaven, 1911 zum Verkauf freigegeben                                 |
| W 3    | 13. Mai 1884   | . . 1884         | A 30. Januar 1899   | Zuletzt Schul- und Hafenboot, am 30. Januar 1899 gestrichen und Wachboot in Wilhelmshaven, 1911 zum Verkauf freigegeben.                                |
| W 4    | 24. Mai 1884   | . . 1884         | A 30. Januar 1899   | Zuletzt Schul- und Hafenboot, am 30. Januar 1899 gestrichen und Wachboot in Wilhelmshaven, 1911 zum Verkauf freigegeben.                                |
| W 5    | 31. Mai 1884   | . . 1884         | A 30. Januar 1899   | Zuletzt Schul- und Hafenboot, am 30. Januar 1899 gestrichen und Wachboot in Wilhelmshaven, 1909 zum Verkauf freigegeben.                                |
| W 6    | 13. Juni 1884  | . . 1884         | A 30. Januar 1899   | Zuletzt Schul- und Hafenboot, am 30. Januar 1899 gestrichen und seit 5. Juli 1904 war das Boot als Tender Helga Wachboot in Helgoland, 1912 abgewrackt. |

## Kleines Torpedoboot Vulcan 1884 (V 1–V 19)
Die Boote hatten vorher die römischen Zahlen XVIII bis XXVII und wurden am 25. November 1884 auf V 1–V 10 umgeschrieben.
Bauwerft: AG Vulcan, Stettin
| Schiff    | Stapellauf     | Indienststellung   | Außerdienststellung | Bemerkung |
| --------- | -------------- | ------------------ | ------------------- | --- |
| V 1       | 1. April 1884  | 11. August 1884    | A 1910              | Das Boot wurde wenige Tage in V 11 umbenannt, war zuletzt Hafentorpedoboot und wurde 1910 in Kiel abgewrackt. |
| V 2       | 28. April 1884 | 3. September 1884  | A 1910              | zuletzt Hafentorpedoboot und 1910 in Kiel abgewrackt. |
| V 3       | 5. Mai 1884    | 5. September 1884  | x 9. September 1885 | Das Boot ist am 9. September 1885 in Kiel gesunken, wurde im Oktober gehoben und abgewrackt: Die Maschine wurde in Boot A eingesetzt.                                                                                             |
| V 4       | 12. Mai 1884   | 5. September 1884  | A 1900              | zuletzt Hafentorpedoboot und 1900 in Hamburg abgewrackt. |
| V 5       | 19. Mai 1884   | 28. Juli 1884      | A 1910              | zuletzt Hafentorpedoboot und 1910 in Kiel abgewrackt. |
| V 6       | 23. Mai 1884   | 31. Oktober 1884   | A 1900              | zuletzt Hafentorpedoboot, 1900 aus der Flottenliste gestrichen; 1904 Schute in Hameln, 1908 Anleger auf der Oberweser; 1924 zur Motorfähre Forelle umgebaut, am 1. Juli 1955 auf der Weser gesunken, gehoben und 1966 abgewrackt. |
| V 7       | 29. Mai 1884   | 16. September 1884 | A 1910              | zuletzt Hafentorpedoboot und 1910 in Hamburg abgewrackt. |
| V 8       | 6. Juni 1884   | 16. September 1884 | A 1910              | zuletzt Tender und 1910 in Hamburg abgewrackt. |
| V 9       | 12. Juni 1884  | 24. Oktober 1884   | A 1910              | zuletzt Hafentorpedoboot und 1910 in Kiel abgewrackt. |
| V 10      | 10. Juli 1884  | 24. Oktober 1884   | A 30. Januar 1899   | im Oktober 1885 in V 3 umbenannt; am 30. Januar 1899 aus der Flottenliste gestrichen; Verwendung als Zielboot für Torpedoboote und Küstenartillerie, 1910 in Hamburg abgewrackt.                                                  |
| V 11      |                |                    |                     | Bau nur für wenige Tage vorgenommen, dann aber mit V 12 bis V 19 nach Griechenland verkauft |
| V 12–V 19 |                |                    |                     | Nummern waren für die Baunummern 157 bis 161 vorgesehen, dann aber alle nach Griechenland verkauft |

## Kleines Torpedoboot Schichau 1884 (S 1–S 6)
Die Boote hatten vorher die römischen Zahlen XXVIII bis XXXIII und wurden am 25. November 1884 auf S 1–S 6 umgeschrieben.
Bauwerft: Schichau, Elbing
| Schiff | Stapellauf         | Indienststellung   | Außerdienststellung | Bemerkung |
| ------ | ------------------ | ------------------ | ------------------- | --- |
| S 1    | 24. Mai 1884       | 24. Mai 1884       | A um 1896           | Das Boot war zuletzt Hafentorpedoboot und wurde um 1896 ausgelistet. Die Maschine wurde 1905 an das Deutsche Museum in München überführt.                                       |
| S 2    | 12. Juni 1884      | 12. Juni 1884      | A 1915              | zuletzt Hafentorpedoboot; seit dem 10. September 1904 Torpedofangboot, dann Sprengboot. Am 11. November 1910 in T 2 umbenannt und 1915 in Kiel abgewrackt.                      |
| S 3    | 9. Juni 1884       | 9. Juli 1884       |                     | Das Boot wurde am 15. Januar 1900 ausgelistet. Am 11. November 1910 in T 3 umbenannt, war dann bis zum 9. Juli 1921 Heizboot und Sprengboot; wurde in Wilhelmshaven abgewrackt. |
| S 4    | 5. August 1884     | 5. August 1884     | A 1. Juli 1897      | Seit 1897 Zielboot der Küstenartillerie, 1902 für 302 Mark verkauft und in Hamburg abgewrackt.                                                                                  |
| S 5    | 7. September 1884  | 8. September 1884  | A 6. November 1899  | Seit 1899 Zielboot der Küstenartillerie, 1909 für 261 Mark verkauft und in Hamburg abgewrackt.                                                                                  |
| S 6    | 26. September 1884 | 26. September 1884 | A 6. November 1899  | Seit 1899 Zielboot der Küstenartillerie, 1909 für 311 Mark verkauft und in Hamburg abgewrackt.                                                                                  |

### Schichau-Versuchsboot 1891
| Schiff     | Stapellauf | Indienststellung | Außerdienststellung | Bemerkung |
| ---------- | ---------- | ---------------- | ------------------- | --- |
| USS Somers | 1891       |                  |                     | Das Boot war 1891/92 Versuchsboot der Werft. Später in die USA verkauft und dort am 28. März 1898 in Dienst gestellt; am 1. August 1918 in C.T.B. 9 umbenannt und am 7. Oktober 1919 außer Dienst gestellt. 1920 in Newburgh (Maine) abgewrackt. |

## Kleines Torpedoboot 1885–1892 (S 7–S 65)
Die noch existenten Boote wurden am 11. November 1910 bzw. 4. September 1914 auf T 11–T 65 umgeschrieben.

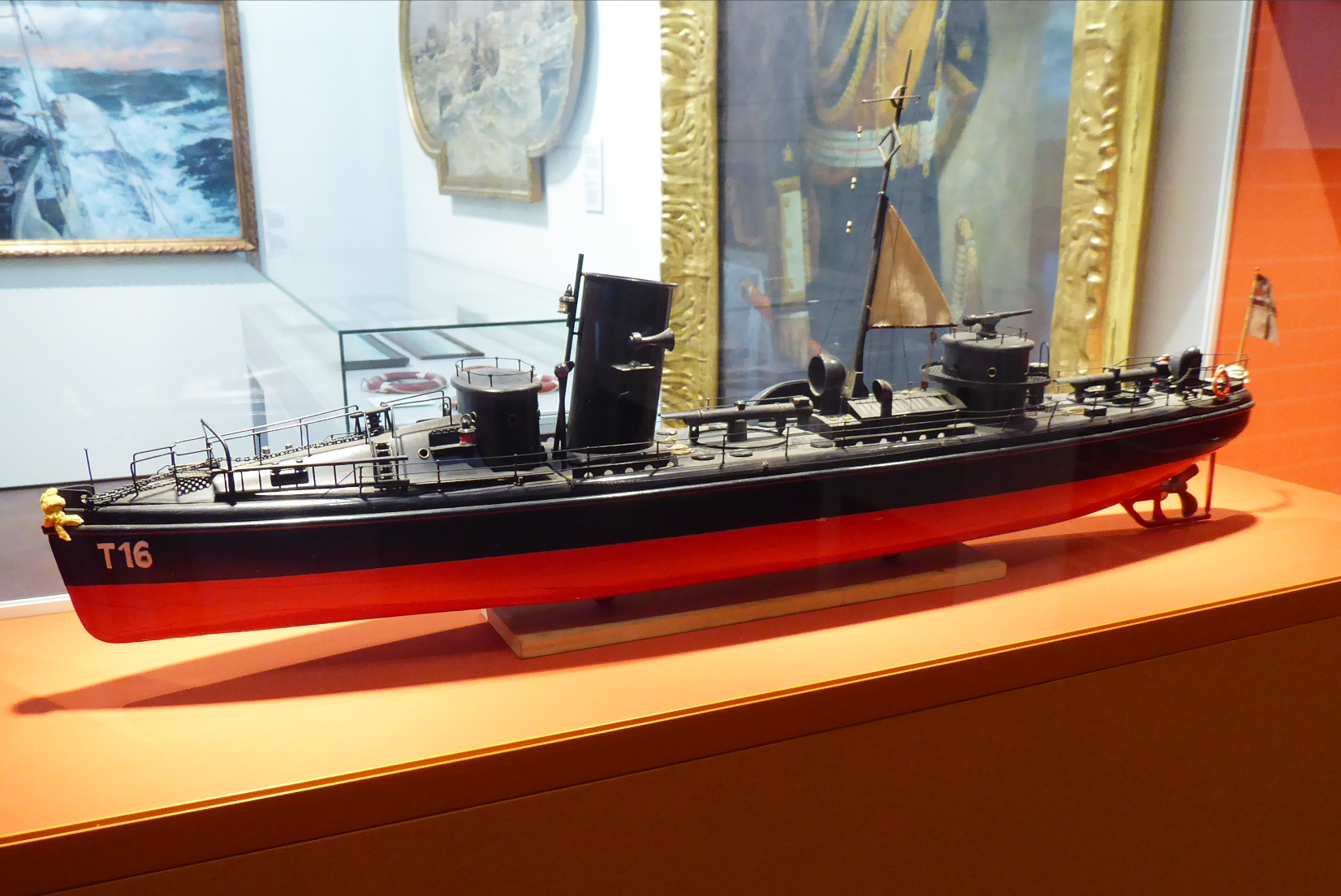
Modell Torpedoboot T 16; Schifffahrtsmuseum Kiel

Beim Verbleib der Boote wird zwischen folgenden Fällen unterschieden:
| † | durch Feindeinwirkung zerstört                                                         |
| ? | im Einsatz vermisst                                                                    |
| § | vom Feind aufgebracht, gekapert oder erbeutet                                          |
| × | Unfall oder selbst versenkt                                                            |
| A | Außerdienststellung (verschrottet, abgewrackt oder einer anderen Verwendung zugeführt) |

RM: Übernahme in die Reichsmarine
Bauwerft: Schichau, Elbing
| Schiff | Stapellauf         | Indienststellung   | Außerdienststellung  | Bemerkung |
| ------ | ------------------ | ------------------ | -------------------- | --- |
| S 7    | 6. Mai 1885        | 13. August 1885    | A 14. Januar 1905    | Nach 1905 als Heizboot aufgebraucht. |
| S 8    | 13. Mai 1885       | 4. November 1885   | A um 1910            | Nach 1910 als Zielboot aufgebraucht. |
| S 9    | 30. Mai 1885       | 13. August 1885    | A 14. Januar 1905    | Der Schiffskörper wurde 1906 verkauft. |
| S 10   | 8. Juni 1885       | 4. November 1885   | A 14. Januar 1905    | Nach 1905 als Heizboot und Wohnboot in Wilhelmshaven, abgewrackt. |
| S 11   | 18. Juni 1885      | 31. Juli 1885      | A 3. April 1920      | Hafentorpedoboot; 11. November 1910: T 11, Minensuchboot, Tender; 1920 zum Abbruch nach Lübeck verkauft. |
| S 12   | 27. Juni 1885      | 2. September 1885  | x 13. März 1908      | In der Elbmündung mit Dampfer Eduard Grossmann kollidiert, 1 Toter; später gehoben und abgewrackt. |
| S 13   | 7. Juli 1885       | 28. August 1885    | A 3. April 1920      | Hafentorpedoboot; 11. November 1910: T 13, Tender; Schulboot. |
| S 14   | 15. Juli 1885      | 3. September 1885  | A 3. April 1920      | Hafentorpedoboot; 11. November 1910: T 14, Tender, 1920 in Kiel abgewrackt |
| S 15   | 29. Juli 1885      | 14. Oktober 1885   | A 3. April 1920      | Hafentorpedoboot; 11. November 1910: T 15, Tender; Schulboot; in Hamburg abgewrackt. |
| S 16   | 1. August 1885     | 14. Oktober 1885   | A 3. April 1920      | Hafentorpedoboot; 11. November 1910: T 16, Tender; Minensuchboot. |
| S 17   | 15. August 1885    | 24. Oktober 1885   | A 18. Januar 1906    | 1906 Zielboot; 1910 verkauft und abgewrackt. |
| S 18   | 24. August 1885    | 24. Oktober 1885   | A 14. Januar 1905    | 1905 Wachtboot, Zielboot bis 1918, abgewrackt. |
| S 19   | 4. September 1885  | 11. November 1885  | A 14. Januar 1905    | 1905 Wachtboot; 1910 zum Abbruch verkauft. |
| S 20   | 8. September 1885  | 11. November 1885  | A 3. April 1920      | Hafentorpedoboot; 11. November 1910: T 20. Tender. |
| S 21   | 18. September 1885 | 27. November 1885  | x 16. August 1911    | Hafentorpedoboot; 11. November 1910: T 21. Am 16. August 1911 im Langeland-Belt nach Kollision mit T 38 gesunken; gehoben, als Hulk verwandt und Ende 1918 in Danzig abgewrackt. |
| S 22   | 1. Oktober 1885    | 27. November 1885  | A 3. April 1920      | Hafentorpedoboot; 11. November 1910: T 22. Tender; Minensucher, Schulboot; 1921 zum Abbruch verkauft. |
| S 23   | 10. Oktober 1885   | 21. Dezember 1885  | A 14. Januar 1905    | 1905 Wachtboot; 1905 zum Abbruch verkauft. |
| S 24   | 20. Juli 1886      | 24. Oktober 1886   | A 3. April 1920      | Hafentorpedoboot; 11. November 1910: T 24, Minensucher, Tender, 1920 in Kiel abgewrackt. |
| S 25   | 4. August 1886     | 4. November 1886   | x 6. November 1914   | Hafentorpedoboot; 11. November 1910: T 25. Minensucher. Das Boot sank am 6. November 1914 um 12 Uhr in der Nordsee auf 54° 56′ N, 7° 55′ O nach Kollision mit T 72. |
| S 26   | 21. August 1886    | 26. Oktober 1886   | × 22. September 1897 | Das Boot kenterte am 22. September 1897 im Sturm in der Elbmündung auf 53° 57′ N, 9° 15′ O und sank unter Verlust von 7 Mann. |
| S 27   | 24. September 1886 | 15. November 1886  | A 3. April 1920      | Hafentorpedoboot; 11. November 1910: T 27. Minensucher, 1914 U-Boot-Schulboot. |
| S 28   | 6. Oktober 1886    | 3. Dezember 1886   | A 3. April 1920      | Hafentorpedoboot; 11. November 1910: T 28. Minensucher, 1915 Hafentorpedoboot, 1918 Tender. |
| S 29   | 19. Oktober 1886   | 23. Dezember 1886  | A 3. April 1920      | Hafentorpedoboot; 11. November 1910: T 29. Am 9. November 1916 bei Cuxhaven nach Kollision mit gesunken; gehoben u. repariert; Tender. |
| S 30   | 22. November 1886  | 15. Januar 1887    | A 3. April 1920      | Hafentorpedoboot; 11. November 1910: T 30. Minensucher, Tender, Schulboot. |
| S 31   | 4. Dezember 1886   | 13. April 1887     | A 3. April 1920      | Hafentorpedoboot; 11. November 1910: T 31. Minensucher, 1916 Tender. |
| S 32   | 12. November 1886  | 8. Dezember 1886   | × 17. August 1910    | Das Boot sank am 17. August 1910 in der Ostsee auf 54° 30′ N, 10° 25′ O nach Kollision mit S 76. |
| S 33   | 3. Mai 1887        | 20. Juni 1887      | A 3. April 1920      | Hafentorpedoboot; 11. November 1910: T 33. Minensucher. |
| S 34   | 7. Mai 1887        | 24. Juni 1887      | A 3. April 1920      | Hafentorpedoboot; 11. November 1910: T 34. Minensucher, 1917 Tender. |
| S 35   | 25. Mai 1887       | 26. Juni 1887      | A 3. April 1920      | Hafentorpedoboot; 11. November 1910: T 35. Minensucher, 1917 Tender. |
| S 36   | 25. Juni 1887      | 15. Juli 1887      | A 3. April 1920      | Hafentorpedoboot; 11. November 1910: T 36. Minensucher, 1915 Tender. |
| S 37   | 9. Juli 1887       | 12. August 1887    | A 3. April 1920      | Hafentorpedoboot; 11. November 1910: T 37. Minensucher, 1915 Tender. |
| S 38   | 27. Juli 1887      | 29. Juli 1887      | A 3. April 1920      | Hafentorpedoboot; 11. November 1910: T 38. Minensucher, 1917 Tender. |
| S 39   | 16. August 1887    | 19. September 1887 | A 3. April 1920      | Hafentorpedoboot; 11. November 1910: T 39. Minensucher, 1915 Tender. |
| S 40   | 27. August 1887    | 28. September 1887 | A 3. April 1920      | Hafentorpedoboot; 11. November 1910: T 40. Minensucher, 1916 Tender. |
| S 41   | 16. September 1887 | 12. Oktober 1887   | × 28. August 1895    | Das Boot sank am 28. August 1895 im Sturm vor Skagen auf etwa 57° 30′ N, 9° 0′ O unter Verlust von 13 Mann. |
| S 42   | 29. Mai 1889       | 27. Juni 1889      | A 26. Oktober 1920   | Das Boot sank am 24. Juni 1902 in der Elbmündung auf 53° 56′ N, 8° 49′ O nach Kollision mit dem brit. Dampfer Firsby unter Verlust von 5 Mann. Das Boot wurde gehoben und repariert. Schulboot; 11. November 1910: T 42. Minensucher, 1915 im Küstenschutz, 1917 Tender. RM, 1921 zum Abbruch verkauft.                                        |
| S 43   | 17. Juni 1889      | 8. August 1889     | † 7. Oktober 1915    | 11. November 1910: T 43, Minensucher. Das Boot lief am 7. Oktober 1915 in der Nordsee auf 54° 35′ N, 7° 45′ O auf eine Mine und sank unter Verlust von 3 Mann. |
| S 44   | 30. Oktober 1889   | 22. Dezember 1889  | A 26. Oktober 1920   | 11. November 1910: T 44, Minensucher. 1915 Küstenschutz; 1917 Tender; RM; in Hamburg abgewrackt |
| S 45   | 12. Juli 1889      | 11. September 1889 | A 10. Mai 1922       | 11. November 1910: T 45, Minensucher. RM, nach 1922 Heizboot im Arsenal Kiel. |
| S 46   | 3. August 1889     | 2. November 1889   | † 16. August 1915    | 11. November 1910: T 46, Minensucher. Das Boot lief am 16. August 1915 um 13.30 Uhr in der Ostsee auf 57° 41′ N, 21° 50′ O auf eine Mine und sank unter Verlust von 17 Mann. |
| S 47   | 2. September 1889  | 30. Oktober 1889   | † 29. Mai 1915       | 11. November 1910: T 47, Minensucher. Das Boot lief am 29. Mai 1915 um 22 Uhr in der Ostsee auf 55° 3′ N, 16° 12′ O auf eine Mine und sank unter Verlust von 20 Mann. |
| S 48   | 20. September 1889 | 12. Februar 1890   | x 11. April 1896     | Das Boot kollidierte am 11. April 1896 auf der Jade auf 53° 35′ N, 8° 10′ O mit S 46 und sank unter Verlust von 5 Mann. |
| S 49   | 30. Januar 1890    | 26. März 1890      | A 26. Oktober 1920   | 11. November 1910: T 49, Minensucher. 1916 Tender; RM. |
| S 50   | 4. November 1889   | 10. April 1890     | × 28. September 1914 | 11. November 1910: T 50, Minensucher. Das Boot sank am 28. September 1914 bei Sturm in der Ostsee auf 54° 43′ N, 17° 5′ O ohne Verluste von Menschenleben. |
| S 51   | 28. November 1889  | 12. September 1890 | † 29. Mai 1915       | 11. November 1910: T 51, Minensucher. Das Boot lief am 29. Mai 1915 um 22 Uhr in der Ostsee auf 55° 3′ N, 16° 12′ O auf eine Mine und sank ohne Verluste von Menschenleben. |
| S 52   | 20. Dezember 1889  | 18. September 1890 | † 8. August 1915     | 11. November 1910: T 52, Minensucher. Das Boot lief am 8. August 1915 um 05.10 Uhr in der Ostsee auf 57° 42′ N, 21° 51′ O auf eine Mine und sank ohne Verluste von Menschenleben. |
| S 53   | 18. Januar 1890    | 25. September 1890 | A 26. Oktober 1920   | 11. November 1910: T 53, Minensucher. RM, in Wilhelmshaven abgewrackt. |
| S 54   | 30. Januar 1890    | 20. August 1890    | † 6. Oktober 1917    | 11. November 1910: T 54, Minensucher. Das Boot lief am 6. Oktober 1917 um 14.05 Uhr in der Ostsee auf 57° 38′ N, 21° 36′ O auf eine Mine und sank unter Verlust von 7 Mann. |
| S 55   | 19. Februar 1890   | 22. November 1890  | A 26. Oktober 1920   | 11. November 1910: T 55, Minensucher. RM; 1921 verkauft und in Kiel abgewrackt. |
| S 56   | 2. April 1890      | 6. Oktober 1890    | † 16. Oktober 1917   | 11. November 1910: T 56, Minensucher. Das Boot ging am 16. Oktober 1917 in der Ostsee auf 58° 42′ N, 22° 28′ O nach Strandung verloren, ohne Verluste von 3 Menschenleben. |
| S 57   | 9. Juni 1890       | 24. Oktober 1890   | † 5. April 1915      | 11. November 1910: T 57, Minensucher. Das Boot lief am 5. April 1915 in der Ostsee auf 55° 43′ N, 20° 34′ O auf eine Mine und sank ohne Verluste. |
| S 58   | 3. Dezember 1891   | 3. Mai 1892        | † 8. August 1915     | Am 4. September 1914 in T 58 umbenannt, Minensucher. Das Boot lief am 8. August 1915 um 13.32 Uhr in der Ostsee auf 57° 42′ N, 21° 55′ O auf eine Mine und sank ohne Verluste |
| S 59   | 9. Dezember 1891   | 29. Mai 1892       | A 26. Oktober 1920   | 4. September 1914: T 59, Minensucher; 1918 Tender. Das Boot sank am 25. Juni 1918 nach einer Kollision in der Ostsee auf 54° 35′ N, 10° 15′ O unter Verlust von 21 Mann. Gehoben und repariert; Übernahme in die Reichsmarine; 1921 verkauft und in Kiel abgewrackt. Auf dem Nordfriedhof Kiel steht ein Ehrenmal für T 59. Bild des Ehrenmals |
| S 60   | 26. März 1892      | 11. Juli 1892      | A 26. Oktober 1920   | 4. September 1914: T 60, Minensucher; RM, dann in Hamburg abgewrackt. |
| S 61   | 6. April 1892      | 23. Juli 1892      | A 26. Oktober 1920   | 4. September 1914: T 61, Minensucher. RM; 1921 verkauft und in Kiel abgewrackt. |
| S 62   | 7. Mai 1892        | 29. Juli 1892      | A 26. Oktober 1920   | 4. September 1914: T 62, Minensucher. RM; 1921 verkauft und in Kiel abgewrackt. |
| S 63   | 28. Mai 1892       | 12. August 1892    | A 26. Oktober 1920   | 4. September 1914: T 63, Minensucher; RM, dann in Hamburg abgewrackt. |
| S 64   | 28. Juni 1892      | 11. September 1892 | † 23. Oktober 1916   | 4. September 1914: T 64, Minensucher. Das Boot lief am 23. Oktober 1916 in der Ostsee auf 56° 56′ N, 21° 0′ O auf eine Mine und sank unter Verlust von 10 Mann. |
| S 65   | 13. Oktober 1892   | 10. November 1892  | † 26. Oktober 1917   | 4. September 1914: T 65, Minensucher. Das Boot lief am 26. Oktober 1917 um 07.55 Uhr in der Ostsee auf 59° 13′ N, 22° 37′ O auf eine Mine und sank ohne Verluste. |

## Kleines Torpedoboot 1893–1898 (S 66–G 89)
Die Boote wurden am 4. September 1914 auf T 66–T 89 umgeschrieben.
Beim Verbleib der Boote wird zwischen folgenden Fällen unterschieden:
| † | durch Feindeinwirkung zerstört                                                         |
| ? | im Einsatz vermisst                                                                    |
| § | vom Feind aufgebracht, gekapert oder erbeutet                                          |
| × | Unfall oder selbst versenkt                                                            |
| A | Außerdienststellung (verschrottet, abgewrackt oder einer anderen Verwendung zugeführt) |

Die Buchstaben in den Bootsbezeichnungen standen für die jeweilige Bauwerft.
| G | Germaniawerft Kiel    |
| S | Schichau-Werke Elbing |

RM: Übernahme in die Reichsmarine
| Schiff | Stapellauf         | Indienststellung  | Außerdienststellung | Bemerkung |
| ------ | ------------------ | ----------------- | ------------------- | --- |
| S 66   | 27. April 1893     | 30. Juli 1893     | † 18. Oktober 1917  | 4. September 1914: T 66, Minensucher. Das Boot lief am 18. Oktober 1917 um 9.30 Uhr im Rigaer Meerbusen auf 58° 18′ N, 23° 13′ O auf eine Mine und sank unter Verlust von 17 Mann.                                                        |
| S 67   | 14. Februar 1893   | 20. Mai 1893      | † 13. August 1918   | 4. September 1914: T 67, Tender, Minensucher. Das Boot lief am 13. August 1918 in der Nordsee auf 55° 27′ N, 6° 46′ O auf eine Mine und sank unter Verlust von 2 Mann.                                                                    |
| S 68   | 9. März 1893       | 1. Juli 1893      | † 4. Juni 1918      | 4. September 1914: T 68, Minensucher. Das Boot lief am 4. Juni 1918 in der Nordsee auf 51° 33′ N, 3° 15′ O auf eine Mine und sank unter Verlust von 7 Mann                                                                                |
| S 69   | 20. April 1893     | 15. August 1893   | A 26. Oktober 1920  | 4. September 1914: T 69, Minensucher; RM, nach Streichung als Heizboot W Hz 1, in Wilhelmshaven aufgebraucht. |
| S 70   | 6. Juni 1893       | 9. September 1893 | A 26. Januar 1921   | 4. September 1914: T 70, Tender, Minensucher; RM, 1921 zum Abbruch verkauft. |
| S 71   | 2. August 1893     | 6. Oktober 1893   | A 23. März 1921     | 4. September 1914: T 71, Minensucher, 1916 Tender; 1921 zum Abbruch verkauft. |
| S 72   | 20. Juni 1893      | 23. November 1893 | A 26. Januar 1921   | 4. September 1914: T 72, Tender, Minensucher; RM, 1921 zum Abbruch verkauft. |
| S 73   | 23. Juni 1893      | 9. Januar 1894    | A 26. Januar 1921   | 4. September 1914: T 73, Minensucher; RM, 1921 zum Abbruch verkauft. |
| S 74   | 7. November 1894   | 25. Oktober 1895  | A 26. Januar 1921   | 4. September 1914: T 74, Tender, Minensucher; RM, 1921 zum Abbruch verkauft. |
| S 75   | 22. Januar 1895    | 26. April 1895    | A 26. Januar 1921   | 4. September 1914: T 75, Tender, Minensucher; RM, 1921 zum Abbruch verkauft. |
| S 76   | 13. März 1895      | 29. Mai 1895      | A 26. Januar 1921   | Das Boot kollidierte am 17. August 1910 in der Ostsee auf 54° 30′ N, 10° 25′ O mit S 32, und. Gehoben u. repariert; 4. September 1914: T 76, Tender, Minensucher, RM, 1921 zum Abbruch verkauft.                                          |
| S 77   | 6. Mai 1895        | 10. Juli 1895     | A 26. Januar 1921   | 4. September 1914: T 77, Tender, Minensucher; RM, 1921 zum Abbruch verkauft. |
| S 78   | 9. April 1895      | 1. Juli 1895      | † 16. Mai 1917      | 4. September 1914: T 78, Minensucher. Das Boot lief am 16. Mai 1917 um 20.15 Uhr in der Nordsee auf 55° 33′ N, 7° 15′ O auf eine Mine und sank unter Verlust von 26 Mann.                                                                 |
| S 79   | 6. Juli 1895       | 1. September 1895 | A 22. März 1921     | 4. September 1914: T 79, Tender, Minensucher; RM, 1921 zum Abbruch verkauft. |
| S 80   | 14. Juni 1895      | 11. August 1895   | A 26. Januar 1921   | 4. September 1914: T 80, Tender, Minensucher; RM, 1921 zum Abbruch verkauft. |
| S 81   | 30. September 1895 | 28. März 1896     | A 26. Januar 1921   | 4. September 1914: T 81, Minensucher; RM, 1921 zum Abbruch verkauft. |
| S 82   | 15. April 1897     | 29. Oktober 1897  | A 26. Januar 1921   | 4. September 1914: T 82, Minensucher, 1918 Tender; RM, 1921 zum Abbruch verkauft. |
| S 83   | 26. Juni 1897      | 26. November 1897 | A 26. Januar 1921   | 4. September 1914: T 83, Minensucher, 1918 Schulboot; RM, 1921 zum Abbruch verkauft. |
| S 84   | 29. Juli 1897      | 28. Dezember 1898 | A 26. Januar 1921   | 4. September 1914: T 84, Schulboot, Küstenschutz, 1915 Minensucher; 1921 zum Abbruch verkauft. |
| S 85   | 9. September 1897  | 20. März 1898     | A 22. März 1921     | Das Boot lief am 1. September 1898 unter dem Kapitän Titus Türk im Sturm am Staberhuk, Fehmarn auf den Strand. Nach Bergung repariert. 4. September 1914: T 85, Schulboot, Küstenschutz, 1915 Minensucher; RM, 1921 zum Abbruch verkauft. |
| S 86   | 8. November 1897   | 31. März 1898     | A 22. März 1921     | 4. September 1914: T 86, Schulboot, Küstenschutz, 1915 Minensucher; RM, 1921 zum Abbruch verkauft. |
| S 87   | 10. Dezember 1897  | 15. April 1898    | A 26. Januar 1921   | 1911 wurde das Boot von dem später als Flieger von Tsingtao berühmt gewordenen Gunther Plüschow kommandiert. 4. September 1914: T 87, Schulboot, Küstenschutz, 1916 Minensucher; RM, 1921 zum Abbruch verkauft.                           |
| G 88   | 10. Juli 1897      | 2. Mai 1898       | A 22. März 1921     | 4. September 1914: T 88, Schulboot; Tender, 1916 Minensucher, 1918 Schulboot; RM. |
| G 89   | 19. Februar 1898   | 18. Juli 1898     | A 22. März 1921     | 4. September 1914: T 89, Schulboot; Tender, 1916 Minensucher, 1918 Schulboot; RM. |

## Küstentorpedoboote der A-Klassen
Nachfolger der Kleinen Torpedoboote wurden 1915 die Küstentorpedoboote bzw. A-Boote.

## Divisionstorpedoboote
In Größe und Wasserverdrängung entsprachen die Divisionstorpedoboote, kurz: Divisionsboote, den Hochsee-Torpedobooten der Klasse 1898, sie können daher als Vorläufer der Großen Torpedoboote (siehe unten) gelten.
Die als Divisionsboote bezeichneten Führerboote von Torpedobootsflottillen der Kaiserlichen Marine stellten größen- wie bewaffnungsmäßig einen Vorläufer der späteren Zerstörer dar. Entsprechend der damaligen deutschen Einsatzdoktrin dienten sie jedoch nicht primär der Abwehr angreifender Torpedoboote, sondern sie sollten die eigenen Torpedoboote bei Angriffen gegen feindliche Kräfte anführen und mit ihrer verstärkten Bewaffnung unterstützen.
Eine Torpedoboots-Division bestand im Regelfall Ende des 19. Jahrhunderts aus einem Divisionsboot und acht Torpedobooten. Statt üblichen Benennung aus dem Anfangsbuchstaben der Bauwerft und einer fortlaufenden Nummer wie bei den normalen Torpedobooten, wurde diesem Fall der Nummer ein D für Divisionsboot vorangestellt.
| Schiff | Stapellauf         | Indienststellung  | Außerdienststellung | Bemerkung |
| ------ | ------------------ | ----------------- | ------------------- | --- |
| D 1    | 19. Dezember 1886  | 27. April 1887    | A 2. August 1921    | Werft: Schichau, Elbing Bis 1. August 1887: D 2; ab Mai 1905 Stationsyacht Carmen der Ostsee, 1907 bis 1909 Tender; 1914 Küstenschutz; 1921 in Wilhelmshaven abgewrackt. |
| D 2    | 11. September 1886 | 1. Mai 1887       | A 7. Dezember 1920  | Schichau. Bis 1. August 1887: D 1; ab März 1902 Stationsyacht Alice Roosevelt der Nordsee; 1914 als D 2 im Küstenschutz; 1921 abgewrackt.                                |
| D 3    | 1. Oktober 1887    | 3. Mai 1888       | A 7. Dezember 1920  | Schichau. 1914 Küstenschutz; 1916 Unterseebootsschule; 1919 Minensuchboot; 1921 in Wilhelmshaven abgewrackt.                                                             |
| D 4    | 9. November 1887   | 15. Oktober 1888  | A 7. Dezember 1920  | Schichau. 1906 Fischereischutzboot; 1910 bis 1916 Tender; 1921 abgewrackt.                                                                                               |
| D 5    | 20. Oktober 1888   | 17. April 1889    | A 7. Dezember 1920  | Schichau. 1905/06 Fischereischutz; 1910 Führerboot der U-Boote; 1914 Unterseebootsschule; 1919 Minensuchboot und 1921 abgewrackt.                                        |
| D 6    | 9. Februar 1889    | 28. Juni 1889     | A 7. Dezember 1920  | Schichau. 1915 Vorpostenboot; 1916 Unterseebootsschule; 1921 abgewrackt.                                                                                                 |
| D 7    | 6. Mai 1891        | 25. Juli 1891     | A 7. Dezember 1920  | Schichau. 1914 Küstenschutz; 1916 Unterseebootsschule; 1921 abgewrackt.                                                                                                  |
| D 8    | 8. Juni 1891       | 25. Oktober 1891  | A 7. Dezember 1920  | Schichau. 1914 Küstenschutz; 1916 Unterseebootsschule; 1917 Versuchsboot; 1921 abgewrackt.                                                                               |
| D 9    | 3. September 1894  | 29. Dezember 1894 | A 7. Dezember 1920  | Schichau. 1907 Führerboot der Minensucher; 1914 Küstenschutz; 1916 Unterseebootsschule; 1919 Minensuchboot; 1921 abgewrackt.                                             |
| D 10   | 24. März 1898      | 13. Oktober 1898  | A 28. Juli 1922     | Thornycroft. 1907 Tender der U-Boot-Abnahme-Kommission; seit 1914 Küstenschutz und Unterseebootsschule; 1919 Wohnboot; 1922 abgewrackt.                                  |

## Hochsee-Torpedoboote und Große Torpedoboote (Zerstörer)
Nachfolger der Divisionstorpedoboote wurden ab 1898 die Großen Torpedoboote der Kaiserlichen Marine, die den Torpedobootszerstörern anderer Marinen hinsichtlich Größe und Kampfkraft allerdings unter der Einsatzdoktrin des massenhaften Torpedoeinsatzes in der Flottenschlacht entsprachen.